# Agbekoi (Abobo)
Agbekoi est un village au nord de la ville d'Abidjan en Côte d'Ivoire. Le village d'Agbekoi est situé en plein coeur de la commune d'Abobo,.